# Walter Tardáguila
Elbio Walter Tardáguila Lavega (* 13. Juli 1943) ist ein ehemaliger uruguayischer Radrennfahrer.

## Sportliche Laufbahn
Tardáguila war Teilnehmer der Olympischen Sommerspiele 1972 in München. Im olympischen Straßenrennen wurde er beim Sieg von Hennie Kuiper als 74. klassiert.
Im Mannschaftszeitfahren kam der Vierer aus Uruguay mit Jorge Jukich, Lino Benech, Alberto Rodríguez und Walter Tardáguila auf den 27. Rang.
1972 gewann er die Uruguay-Rundfahrt vor Jorge Jukich. Im Etappenrennen Mil Millas Orientales wurde er 1970 und 1971 Zweiter.

## Familiäres
Sein Sohn Álvaro Tardáguila war ebenfalls Radrennfahrer.